# If I Let You Go
"If I Let You Go" é o segundo single do grupo irlandês Westlife, lançado em 9 de agosto de 1999 no Reino Unido. Foi o segundo dos 14 singles número um, passando onze semanas nas paradas . Esta canção foi interpretada ao vivo no Miss Mundo de 1999. A canção recebeu certificação Prata por ter vendido 200,000 cópias no Reino Unido.

## Singles
CD1
1. "If I Let You Go" (Radio Edit) - 3:40
2. "Try Again" - 3:35
3. "If I Let You Go" (Video) - 3:40

CD2
1. "If I Let You Go" (Radio Edit) - 3:40
2. "If I Let You Go" (Extended Version) - 6:09
3. Interview - 7:24 (entrevista do grupo)

Single australiano
1. "If I Let You Go" (Radio Edit) - 3:40
2. "Try Again" - 3:35
3. "If I Let You Go" (Extended Version) - 6:09
4. "If I Let You Go" (Video) - 3:40

## Histórico de lançamentos
| País        | Data de lançamento     |
| ----------- | ---------------------- |
| Reino Unido | 9 de agosto de 1999    |
| Austrália   | 26 de setembro de 1999 |

## Certificações
| País        | Certificação |
| ----------- | ------------ |
| Reino Unido | Prata        |

## Paradas
| Parada                         | Posição mais alta |
| ------------------------------ | ----------------- |
| Australian Singles Chart       | 13                |
| Belgian Flanders Singles Chart | 7                 |
| Finnish Singles Chart          | 7                 |
| German Singles Chart           | 50                |
| Irish Singles Chart            | 1                 |
| Netherlands Singles Chart      | 19                |
| New Zealand Singles Chart      | 8                 |
| Norwegian Singles Chart        | 1                 |
| Swedish Singles Chart          | 6                 |
| Swiss Singles Chart            | 25                |
| UK Singles Chart               | 1                 |
| UK Radio Airplay Chart         | 7                 |